# Нюроп, Кристофер
Кристофер Нюроп (дат. Kristoffer Nyrop; 11 января 1858, Копенгаген — 13 апреля 1931, Копенгаген) — датский филолог. Сын профессора Камиллуса Нюропа (1811—1883), датского специалиста по хирургическим инструментам; брат историка Камиллуса Нюропа, двоюродный брат архитектора Мартина Нюропа.

## Биография
Вопреки желанию семьи отказался от карьеры священника, увлёкшись вместо этого французской литературой, которая в Дании пользовалась репутацией аморальной. Учился в Копенгагене, затем в 1877—1878 гг. в Париже, в том числе под руководством Гастона Париса и Поля Мейера. В 1879 г. защитил магистерскую диссертацию, в 1886 г. под руководством Вильгельма Томсена — докторскую «Изменение прилагательных по родам в романских языках» (дат. Adjektivernes kønsbøjning i de romanske sprog). С 1888 г. преподавал в Копенгагенском университете, в 1894—1928 гг. профессор. Несмотря на то, что к 1905 г. Нюроп окончательно ослеп, а его правая рука и до этого была полностью парализована, его научная работа благодаря отличной памяти продолжалась до конца его жизни.
Важнейший фундаментальный труд Нюропа — «Историческая грамматика французского языка» (фр. Grammaire historique de la langue française), вышедшая в 1899—1930 гг. в шести томах (фонетика, морфология, словообразование, семантика и два тома синтаксиса). Статьи Нюропа по отдельным вопросам грамматики французского языка составили семь томов (фр. Etudes de grammaire française; 1919—1929), очерки по истории слов (рассматривающие расширение и сужение значения, языковую метафору, эвфемизмы и т. д.) — шесть книг под общим названием «Жизнь слов» (дат. Ordenes Liv; 1901—1934, английский перевод 2016). Широкое признание получил учебник Нюропа по французской фонетике (дат. Kortfattet fransk lydlære; 1893, пятое издание 1934, английский перевод 1927). Отдельные учебники были посвящены им также грамматике испанского (дат. Kortfattet spansk Grammatik; 1889) и итальянского (дат. Kortfattet italiensk Grammatik; 1897) языков. Составил для нужд датского образования хрестоматии для чтения на французском, испанском и итальянском. Отдельные работы посвящены также румынскому и провансальскому языкам.
Как историк литературы дебютировал в 1880 г. книгой о французских фарсах XV—XVI веков (фр. Nouveau recueil de farces françaises des XVe et XVIe siècles, в соавторстве с Э. Пико). Опубликовал также монографию о средневековом французском эпосе (дат. Den oldfranske Heltedigtning; 1883). Серия работ Нюропа посвящена скандинавским сагам (дат. Fortids Sagn og Sange; 1907—1909).
С началом Первой мировой войны выступил яростным противником Германии. Опубликовал апологетическую книгу о Франции (1915), вышедшую несколькими изданиями, а также во французском, английском, нидерландском, шведском и исландском переводах. Напечатал также несколько публицистических брошюр антивоенного и антигерманского содержания.
Отдельную популярность завоевала книга Нюропа «О поцелуях. Культурно-исторический очерк» (дат. Kysset og dets historie; 1897, русский перевод 1898, английский перевод 1901), основанная на богатейшем материале о поцелуях, накопленном в течение многих веков всемирной литературой, живописью и скульптурой.
Действительный член Датской королевской академии наук (1899), иностранный член Академии надписей и изящной словесности (1920), иностранный член бельгийской Королевской академии французского языка и литературы с её основания (1922).